# Liste des sites classés et inscrits du Finistère

Le département du Finistère en rouge sur la carte

La liste des sites classés du Finistère présente les sites naturels classés du département du Finistère.

## Liste
Les critères sur lesquels les sites ont été sélectionnés sont désignés par des lettres, comme suit :
- TC : Tout critère
- A : Artistique
- P : Pittoresque
- S : Scientifique
- H : Historique
- L : Légendaire

| Commune                                                                                  | Site classé | Description                                      | Date du classement           | Critère de classement | Géolocalisation | Superficie(ha) | Autres labels | Illustration |
| ---------------------------------------------------------------------------------------- | --- | ------------------------------------------------ | ---------------------------- | --------------------- | --------------- | -------------- | ------------- | ------------ |
| Bénodet                                                                                  | La parcelle n° 7 section A du plan cadastral de la commune |                                                  | arrêté du 9 mars 1923        | A                     |                 |                |               |              |
| Beuzec-Cap-Sizun                                                                         | La falaise de Castel-Coz |                                                  | arrêté du 2 décembre 1909    | A                     |                 |                |               |              |
| Brasparts                                                                                | Le sommet du Mont Saint-Michel |                                                  | arrêté du 10 juin 1910       | A                     |                 |                |               |              |
| Brest                                                                                    | La chapelle et l'ancien cimetière du Vieux Saint-Marc, à Saint-Marc |                                                  | arrêté du 23 octobre 1934    | TC                    |                 |                |               |              |
| Brignogan-Plages, Kerlouan et Plounéour-Trez                                             | Les rochers de Brignogan, à Plounéour-Trez et à Kerlouan | à l'exception de celui qui appartient à M. Cabon | arrêté du 12 octobre 1912    | A                     |                 |                |               |              |
| Camaret-sur-Mer                                                                          | La presqu'île dite Pointe des Pois ainsi que les rochers prolongeant cette presqu'île et dénommés Tas de Pois |                                                  | Décret du 16 septembre 1941  | TC                    |                 |                |               |              |
| Camaret-sur-Mer                                                                          | Le rocher de la Salle Verte |                                                  | arrêté du 10 juin 1910       | importance artistique |                 |                |               |              |
| Camaret-sur-Mer                                                                          | Le rocher dit La Mort Anglaise |                                                  | arrêté du 10 juin 1910       | A                     |                 |                |               |              |
| Camaret-sur-Mer                                                                          | Les falaises dites La Tribune |                                                  | arrêté du 10 juin 1910       | A                     |                 |                |               |              |
| Camaret-sur-Mer                                                                          | Les falaises dites Lord Maire |                                                  | arrêté du 10 juin 1910       | A                     |                 |                |               |              |
| Camaret-sur-Mer, Crozon et Roscanvel                                                     | L'ensemble formé par les sites littoraux des communes de Roscanvel, Camaret et Crozon |                                                  | décret du 16 janvier 1978    | P                     |                 |                |               |              |
| Camaret-sur-Mer, Crozon et Roscanvel                                                     | L'ensemble formé sur les communes de Roscanvel, Camaret et Crozon par le domaine public maritime incluant les divers rochers ou écueils sur une profondeur de 500 mètres en direction du large à partir de la limite terrestre de la zone littorale classée |                                                  | arrêté du 13 mars 1978       | TC                    |                 |                |               |              |
| Carantec                                                                                 | L'ensemble constitué par le domaine public maritime correspondant à l'île Callot sur une profondeur de 500 mètres en direction du large |                                                  | arrêté du 18 mai 1984        | TC                    |                 |                |               |              |
| Carantec                                                                                 | L'ensemble formé par la partie nord de l'île Callot |                                                  | décret du 28 septembre 1983  | P                     |                 |                |               |              |
| Châteauneuf-du-Faou                                                                      | La Rosière des Portes, colline boisée |                                                  | arrêté du 12 août 1914       | A                     |                 |                |               |              |
| Cléden-Cap-Sizun                                                                         | L'ensemble formé sur la commune de Cleden-Cap-Sizun par la Pointe du Van |                                                  | décret du 11 octobre 1958    | P                     |                 |                |               |              |
| Cléden-Cap-Sizun et Plogoff                                                              | L'ensemble formé sur les communes de Plogoff et Cleden-Cap-Sizun par le site de la Pointe du Raz |                                                  | décret du 21 décembre 1987   | P                     |                 |                |               |              |
| Cléder                                                                                   | Les rochers de Groac'h-Zu |                                                  | arrêté du 9 octobre 1908     | P                     |                 |                |               |              |
| Cléder                                                                                   | Les rochers de La Villau |                                                  | arrêté du 4 mai 1910         | A                     |                 |                |               |              |
| Clohars-Fouesnant                                                                        | Certaines parcelles de la section C du cadastre de la commune de Clohars-Fouesnant qui appartiennent à M. de Kergos demeurant au manoir de Kergos par Bénodet                                                                                               |                                                  | décret du 13 décembre 1972   | P                     |                 |                |               |              |
| Clohars-Fouesnant et Pleuven                                                             | Certaines parties du parc du château de Cheffontaines sur les communes de Pleuven et Clohars-Fouesnant |                                                  | arrêté du 15 juillet 1959    | P                     |                 |                |               |              |
| Combrit                                                                                  | La parcelle de terrain dite Ancien Sémaphore de Combrit et bordant la rivière de l'Odet |                                                  | arrêté du 9 juillet 1924     | A                     |                 |                |               |              |
| Combrit                                                                                  | La parcelle de terrain dite l'Hermitage n° 1239 section C du cadastre de la commune au lieu-dit Menez Pen Trez, en bordure de la rivière de l'Odet |                                                  | arrêté du 9 juillet 1924     | A                     |                 |                |               |              |
| Combrit                                                                                  | L'ensemble formé par les rives de l'Odet au lieu-dit Sainte-Marine |                                                  | arrêté du 20 janvier 1966    | P                     |                 |                |               |              |
| Combrit                                                                                  | Les châtaigniers de Kerzéoc'h-en-Combrit |                                                  | arrêté du 22 janvier 1910    | A                     |                 |                |               |              |
| Combrit                                                                                  | Les rochers de Sainte-Marine, à l'embouchure de l'Odet |                                                  | arrêté du 10 juin 1910       | A                     |                 |                |               |              |
| Combrit et Île-Tudy                                                                      | L'ensemble formé sur les communes de Combrit et d'Ile-Tudy par le site des polders |                                                  | décret du 31 août 1989       | P                     |                 |                |               |              |
| Concarneau                                                                               | Les parcelles n°s 1, 11, 12, 22, 23, 25, 26, 27 section F du plan cadastral de la commune de Beuzec-Conq formant la rive de l'anse de Saint-Laurent |                                                  | arrêté du 22 septembre 1924  | A                     |                 |                |               |              |
| Crozon                                                                                   | Le Cap de la Chèvre et ses grottes |                                                  | arrêté du 10 juin 1910       | A                     |                 |                |               |              |
| Crozon                                                                                   | Le rocher dit "le Coz Sévellec" |                                                  | arrêté du 21 mars 1910       | A                     |                 |                |               |              |
| Crozon                                                                                   | L'ensemble formé par le site de l'étang du Frêt |                                                  | décret du 28 janvier 1981    | P                     |                 |                |               |              |
| Crozon                                                                                   | L'ensemble formé par le site du Cap de la Chèvre |                                                  | décret du 4 juillet 1983     | P                     |                 |                |               |              |
| Dinéault, Plomodiern, Saint-Nic et Trégarvan                                             | Le Ménez-Hom |                                                  | décret du 14 octobre 2004    | P et L                |                 |                |               |              |
| Dirinon                                                                                  | Les rochers de Kermenguy |                                                  | arrêté du 21 mars 1910       | A                     |                 |                |               |              |
| Douarnenez                                                                               | L'ensemble formé par le manoir de Kerlouarnec, en Ploaré (Douarnenez - Ploaré) et par son parc, propriété de M. du Frétay |                                                  | arrêté du 4 mai 1943         | TC                    |                 |                |               |              |
| Douarnenez                                                                               | Les parties de l'île Tristan appartenant à M. Jacques Richepin |                                                  | arrêté du 30 juillet 1934    | TC                    |                 |                |               |              |
| Douarnenez                                                                               | Les parties domaniales de l'île Tristan |                                                  | décret du 8 décembre 1934    | TC                    |                 |                |               |              |
| Edern                                                                                    | La chapelle de Saint-Jean à Edern et son placître situés sur les parcelles cadastrales 335 et 336 de la section D du cadastre |                                                  | arrêté du 10 septembre 1942  | TC                    |                 |                |               |              |
| Edern                                                                                    | Le sommet de Ménez-Hellen |                                                  | arrêté du 19 août 1910       | A                     |                 |                |               |              |
| Ergué-Gabéric                                                                            | Les parcelles de la commune constituant l'éperon de Griffonès, au lieu-dit Le Stangala, sur les bords de la rivière de l'Odet |                                                  | arrêté du 6 juillet 1929     | A                     |                 |                |               |              |
| Le Faou                                                                                  | L'église du Faou et ses abords, quai et arbres |                                                  | arrêté du 9 juillet 1927     | A                     |                 |                |               |              |
| Le Faou                                                                                  | Mur de clôture du cimetière de Rumengol, calvaire et arbres |                                                  | arrêté du 9 juillet 1927     | A                     |                 |                |               |              |
| Fouesnant                                                                                | Le bosquet d'arbres entourant la chapelle de Sainte Anne |                                                  | arrêté du 9 septembre 1909   | A                     |                 |                |               |              |
| Fouesnant                                                                                | L'ensemble formé par l'archipel de Glénan, l'île aux Moutons, les rochers de Razed, de Pen Ar Guernen, de Trevarec et des Pourceaux sur la commune, ainsi que le domaine public maritime correspondant                                                      |                                                  | décret du 18 octobre 1973    | P                     |                 |                |               |              |
| Gouesnac'h                                                                               | Les parcelles n°s 352-356-362 section D de la commune et bordant la rivière de l'Odet |                                                  | arrêté du 9 mars 1923        | A                     |                 |                |               |              |
| Gouesnac'h                                                                               | Les parcelles n°s 426-431-432-459-460-461-463-465-495 section C et 450 section D |                                                  | arrêté du 9 mars 1923        | A                     |                 |                |               |              |
| Gouézec                                                                                  | Le sommet de Karrégantan, en Gouézec |                                                  | arrêté du 19 août 1910       | A                     |                 |                |               |              |
| Gouézec                                                                                  | La pointe de Brémeur, en Goulien |                                                  | arrêté du 19 août 1910       | A                     |                 |                |               |              |
| Huelgoat                                                                                 | Les rochers de Reyer-Anilis |                                                  | arrêté du 22 juillet 1914    | A                     |                 |                |               |              |
| Huelgoat                                                                                 | Les rochers d'Huelgoat |                                                  | arrêté du 26 octobre 1910    | A                     |                 |                |               |              |
| Île-de-Sein                                                                              | L'ensemble formé avec son domaine public maritime par trois secteurs de l'île de Sein, sur la commune de Sein comprenant l'îlot de Nerroth au nord de l'entrée du port et la totalité de l'île à l'exception du noyau urbanisé et du périmètre du phare     |                                                  | décret du 7 janvier 1980     | P                     |                 |                |               |              |
| Kerlouan                                                                                 | L'ensemble formé sur la commune par le hameau du Menez Ham et la côte avoisinante |                                                  | décret du 18 février 1975    | TC                    |                 |                |               |              |
| La Forêt-Fouesnant                                                                       | La portion est, en bordure de l'anse Saint-Laurent, de la parcelle n° 416 section F de la commune, au lieu-dit Keraliot, Coat ar Ménez |                                                  | arrêté du 22 septembre 1924  | A                     |                 |                |               |              |
| La Forêt-Fouesnant                                                                       | Le vieux moulin de Chef du Bois |                                                  | arrêté du 5 mai 1924         | A                     |                 |                |               |              |
| La Roche-Maurice                                                                         | L'ensemble constitué par les ruines de la chapelle, la rivière de l'Elorn et le vieux pont à Pont-Christ |                                                  | arrêté du 20 mai 1925        | A                     |                 |                |               |              |
| Landéda, Lannilis, Plouguerneau, Plouguin, Plouvien, Saint-Pabu et Tréglonou             | L'ensemble formé sur les communes de Landéda, Lannilis, Plouguerneau, Plouguin, Plouvien, Saint-Pabu et Tréglonou par le site des Abers |                                                  | décret du 28 janvier 1982    | P                     |                 |                |               |              |
| Landunvez                                                                                | Le littoral de la commune ainsi que le domaine public correspondant |                                                  | décret du 19 avril 1999      | P                     |                 |                |               |              |
| Lannilis                                                                                 | L'ensemble formé par les abords du château de Kerouartz et son parc |                                                  | arrêté du 29 novembre 1973   | TC                    |                 |                |               |              |
| Lanrivoaré                                                                               | L'ensemble formé par l'ermitage de Saint-Hervé |                                                  | arrêté du 1er juillet 1975   | TC                    |                 |                |               |              |
| Le Conquet et Molène                                                                     | L'ensemble formé par l'archipel de Molène sur les communes de Molène et du Conquet ainsi que le domaine public maritime correspondant |                                                  | décret du 22 novembre 1977   | P                     |                 |                |               |              |
| Le Conquet, Trébabu, Ploumoguer et Plougonvelin                                          | L'ensemble formé par la presqu'île de Kermorvan, les Blancs-Sablons, le ria du Conquet et l'étang de Kerjean sur les communes du Conquet, de Trébabu, Ploumoguer et Plougonvelin, ainsi que le domaine public maritime correspondant                        |                                                  | décret du 30 août 1977       | P                     |                 |                |               |              |
| Locmaria-Plouzané et Plouzané                                                            | L'ensemble formé par la rive nord du goulet de Brest sur les communes de Locmaria-Plouzané et Plouzané |                                                  | décret du 8 janvier 1980     | P                     |                 |                |               |              |
| Locquénolé                                                                               | Le cimetière de Locquénolé avec son enceinte ainsi que l'arbre de la Liberté planté au milieu de la place |                                                  | arrêté du 6 avril 1934       | TC                    |                 |                |               |              |
| Locronan, Plogonnec, Quéménéven                                                          | Ensemble formé par la Montagne de Locronan dite "Menez Lokorn" |                                                  | décret du 20 novembre 2007   | P, L et H             |                 |                |               |              |
| Loctudy                                                                                  | L'ensemble formé sur la commune de Loctudy par la chapelle de Pors-Bihan et le cimetière entourant l'église |                                                  | arrêté du 21 avril 1938      | TC                    |                 |                |               |              |
| Ouessant                                                                                 | L'ensemble formé par le littoral de l'île d'Ouessant sur la commune d'Ouessant et le domaine maritime correspondant |                                                  | décret du 8 août 1979        | P                     |                 |                |               |              |
| Penmarc'h                                                                                | Les arbres encadrant l'église Sainte-Nonna |                                                  | arrêté du 22 septembre 1914  | A                     |                 |                |               |              |
| Penmarc'h, Plomeur, Plonéour-Lanvern, Plovan, Saint-Jean-Trolimon, Tréguennec et Tréogat | L'ensemble formé par la Baie d'Audierne sur le territoire des communes de Penmarc'h, Plomeur, Plonéour-Lanvern, Plovan, Saint-Jean-Trolimon, Tréguennec et Tréogat ainsi que le domaine public maritime le long des parties terrestres classées ou non      |                                                  | décret du 12 avril 1989      | S et P                |                 |                |               |              |
| Plomelin                                                                                 | Les parcelles du terrain de l'Orphelinat de Kerbernès n°s 807 à 811 et 881 section C du plan cadastral de la commune qui bordent la rivière l'Odet |                                                  | arrêté du 9 mars 1923        | A                     |                 |                |               |              |
| Plonévez-du-Faou                                                                         | Le hêtre de Tuchen ar-Veil-Avel |                                                  | arrêté du 9 juillet 1909     | A                     |                 |                |               |              |
| Plonévez-Porzay                                                                          | La chapelle de Sainte-Anne-la-Palud et ses abords immédiats |                                                  | arrêté du 7 avril 1937       | TC                    |                 |                |               |              |
| Plonévez-Porzay                                                                          | La parcelle 481 section F située sur la pointe de Tréfuntec |                                                  | décret du 24 novembre 1943   | TC                    |                 |                |               |              |
| Plonévez-Porzay                                                                          | La pointe de Tréfeuntec |                                                  | arrêté du 7 avril 1937       | TC                    |                 |                |               |              |
| Plouarzel                                                                                | L'île Segal, constituée par la parcelle 339, dite de Rubian, de la section K du cadastre |                                                  | décret du 10 décembre 1975   | P                     |                 |                |               |              |
| Plouégat-Guérand                                                                         | L'ensemble formé à Plouégat-Guérand par l'église et le cimetière avec les six arbres qui s'y trouvent |                                                  | décret du 18 mars 1937       | TC                    |                 |                |               |              |
| Plouezoc'h                                                                               | L'ensemble formé sur la commune de Plouezoc'h par l'île Stérec, parcelle 747 section A du cadastre |                                                  | arrêté du 28 août 1973       | TC                    |                 |                |               |              |
| Plougasnou                                                                               | Complément du classement du 4 avril 1963 d'une partie du site de Saint Samson situé sur la commune |                                                  | arrêté du 17 janvier 1964    | P                     |                 |                |               |              |
| Plougasnou                                                                               | La partie du site de Saint Samson, situé sur la commune, qui complète l'inscription sur l'Inventaire par ce même arrêté de l'autre partie de ce site |                                                  | arrêté du 4 avril 1963       | P                     |                 |                |               |              |
| Plougastel-Daoulas                                                                       | 25 parcelles du cadastre de la commune au lieu-dit Keralliou près du pont de Plougastel (25 arrêtés, un par parcelle, datés 2 février 1928) |                                                  | arrêté du 2 février 1928     | A                     |                 |                |               |              |
| Plouhinec                                                                                | Domaine de Loquéran |                                                  | arrêté du 25 juillet 1922    | A                     |                 |                |               |              |
| Plounéour-Ménez                                                                          | L'ensemble formé par le manoir de Penhoat et ses abords ainsi que l'allée de hêtres située sur le chemin non cadastrée allant de l'église au manoir |                                                  | arrêté du 14 mars 1946       | P                     |                 |                |               |              |
| Plounéour-Ménez                                                                          | L'ensemble formé par le village du Relecq et ses abords |                                                  | décret du 9 janvier 1973     | P                     |                 |                |               |              |
| Plounéour-Trez                                                                           | Les rochers de Brignogan |                                                  | arrêté du 4 mai 1910         | A                     |                 |                |               |              |
| Plounévez-Lochrist                                                                       | Le rocher du Kernic |                                                  | arrêté du 9 octobre 1908     | A                     |                 |                |               |              |
| Plovan                                                                                   | L'ancien cimetière entourant l'église |                                                  | décret du 28 décembre 1936   | TC                    |                 |                |               |              |
| Pont-de-Buis-lès-Quimerch                                                                | Camp du Muriou (parcelles n°788 à 792, section B3 du cadastre) |                                                  | décret du 10 octobre 1974    | TC                    |                 |                |               |              |
| Pont-l'Abbé                                                                              | Le placître planté d'arbres entourant la chapelle de Lambourg |                                                  | arrêté du 22 novembre 1934   | TC                    |                 |                |               |              |
| Quéménéven                                                                               | Le placître de Kergoat |                                                  | décret du 1er septembre 1934 | TC                    |                 |                |               |              |
| Quimper                                                                                  | Domaine de Poulguinan à Ergue-Armel, parcelles n° 209, 211, 275, 276, 277, 2280p, 281 à 302, 305 à 315, 344, 345, section A1 du cadastre |                                                  | arrêté du 15 novembre 1945   | TC                    |                 |                |               |              |
| Quimper                                                                                  | Le mont Frugy, à l'exclusion des propriétés particulières qui s'y trouvent situées |                                                  | arrêté du 3 novembre 1911    | A                     |                 |                |               |              |
| Quimper                                                                                  | L'ensemble formé sur le territoire de la commune de Quimper par le domaine de Laniron et les bords de l'Odet en aval de Quimper |                                                  | décret du 9 février 1994     | H et P                |                 |                |               |              |
| Quimper                                                                                  | Place Terre-au-Duc : immeubles qui la bordent, parcelles n° 137, 142, 148 et 150, section B du cadastre |                                                  | arrêté du 26 décembre 1962   | P                     |                 |                |               |              |
| Quimper                                                                                  | Sol et plantations du château de Lanroz, à l'exception du château lui-même |                                                  | arrêté du 11 novembre 1942   |                       |                 |                |               |              |
| Rosporden                                                                                | Le terrain municipal bordant l'étang de Rosporden et compris entre la voie ferrée et le cimetière |                                                  | arrêté du 22 janvier 1932    | TC                    |                 |                |               |              |
| Saint-Divy                                                                               | Le manoir de La Haye et les deux étangs |                                                  | arrêté du 24 août 1943       | TC                    |                 |                |               |              |
| Saint-Goazec                                                                             | La crête n° 263, sise au lieu-dit Roc'h-Veur |                                                  | arrêté du 19 août 1910       | A                     |                 |                |               |              |
| Saint-Goazec                                                                             | Les rochers de Roch-an-Autrou, de Roch-ar-Plenn, de Roch-Moniven |                                                  | arrêté du 25 août 1909       | A                     |                 |                |               |              |
| Saint-Pol-de-Léon                                                                        | La roche Sainte-Anne |                                                  | arrêté du 8 janvier 1910     | A                     |                 |                |               |              |
| Saint-Pol-de-Léon                                                                        | L'ensemble formé par le château et le parc de Kernevez ainsi que les chemins et ruisseaux compris à l'intérieur de la délimitation |                                                  | arrêté du 2 mars 1973        | TC                    |                 |                |               |              |
| Saint-Thois                                                                              | La roche de Kergomar |                                                  | arrêté du 9 juillet 1909     | A                     |                 |                |               |              |
| Spézet                                                                                   | Les parcelles à Menez-Cam, commune de Spézet et dépendant de la propriété de Mme la Comtesse de Boisfleury, qui correspondent aux rochers de Kudel, au cirque de Loabou en Spézet et à l'étang du Kudel                                                     |                                                  | arrêté du 24 mai 1933        | TC                    |                 |                |               |              |
| Tréflez                                                                                  | Les rochers de Roch-Vran et de Roch-Vélen |                                                  | arrêté du 2 mai 1912         | A                     |                 |                |               |              |
| Trégunc                                                                                  | L'ensemble constitué par le domaine public maritime correspondant aux dunes et étangs littoraux de Trégunc sur une profondeur de 500 mètres en direction du large à partir de la limite terrestre                                                           |                                                  | arrêté du 18 janvier 1983    | TC                    |                 |                |               |              |
| Trégunc                                                                                  | L'ensemble formé sur la commune de Trégunc par les dunes et étangs littoraux |                                                  | décret du 18 janvier 1983    | P                     |                 |                |               |              |